# Anita Riotte
Anita Riotte (* 9. April 1916 in Köln; † 19. September 2011 ebenda) war eine deutsche Theater- und Filmschauspielerin.

## Leben
Anita Riotte wurde in den 1940er Jahren zur Schauspielerin ausgebildet. In der Nachkriegszeit wurde sie als Puppenspielerin aktiv. In den 1970er Jahren begannen neben dem Theater erste Rollen in Fernsehfilmen und Serien. So spielte sie eine Reihe von Nebenrollen als „alte Dame“, unter anderem in den Reihen Die Wache und Wilsberg.

## Filmografie (Auswahl)
- 1977: Jane bleibt Jane
- 1981: Scheidung op Kölsch
- 1984: Fröhliches Beileid
- 1994–2000: Die Wache (Fernsehserie, 4 Folgen)
- 1997: Zwischen Rosen
- 1999: Tatort: Drei Affen
- 2002: Wilsberg: Wilsberg und der letzte Anruf
- 2004: Wilsberg: Der Minister und das Mädchen
- 2004: Jazzclub – Der frühe Vogel fängt den Wurm